# سنت ماریز (آیداهو)
سنت ماریز(به انگلیسی: St. Maries) شهری در شهرستان بنوا ایالت آیداهو است که جمعیت آن در سرشماری سال ۲۰۱۰ میلادی ۲٬۴۰۲ نفر بوده است.